# Cuzion
Cuzion est une commune française située dans le département de l'Indre en région Centre-Val de Loire.

## Géographie

### Localisation
La commune est située dans le sud du département, dans la région naturelle du Boischaut Sud.
Les communes limitrophes sont : Baraize (4 km), Gargilesse-Dampierre (4 km), Saint-Plantaire (5 km) et Éguzon-Chantôme (5 km).
Les communes chefs-lieux et préfectorales sont : Argenton-sur-Creuse (14 km), La Châtre (31 km), Châteauroux (38 km), Le Blanc (45 km) et Issoudun (60 km).

### Géologie et hydrographie
La commune est classée en zone de sismicité 2, correspondant à une sismicité faible.
Le territoire communal est arrosé par la rivière Creuse et par le lac de Chambon, au lieu-dit Bonnu.

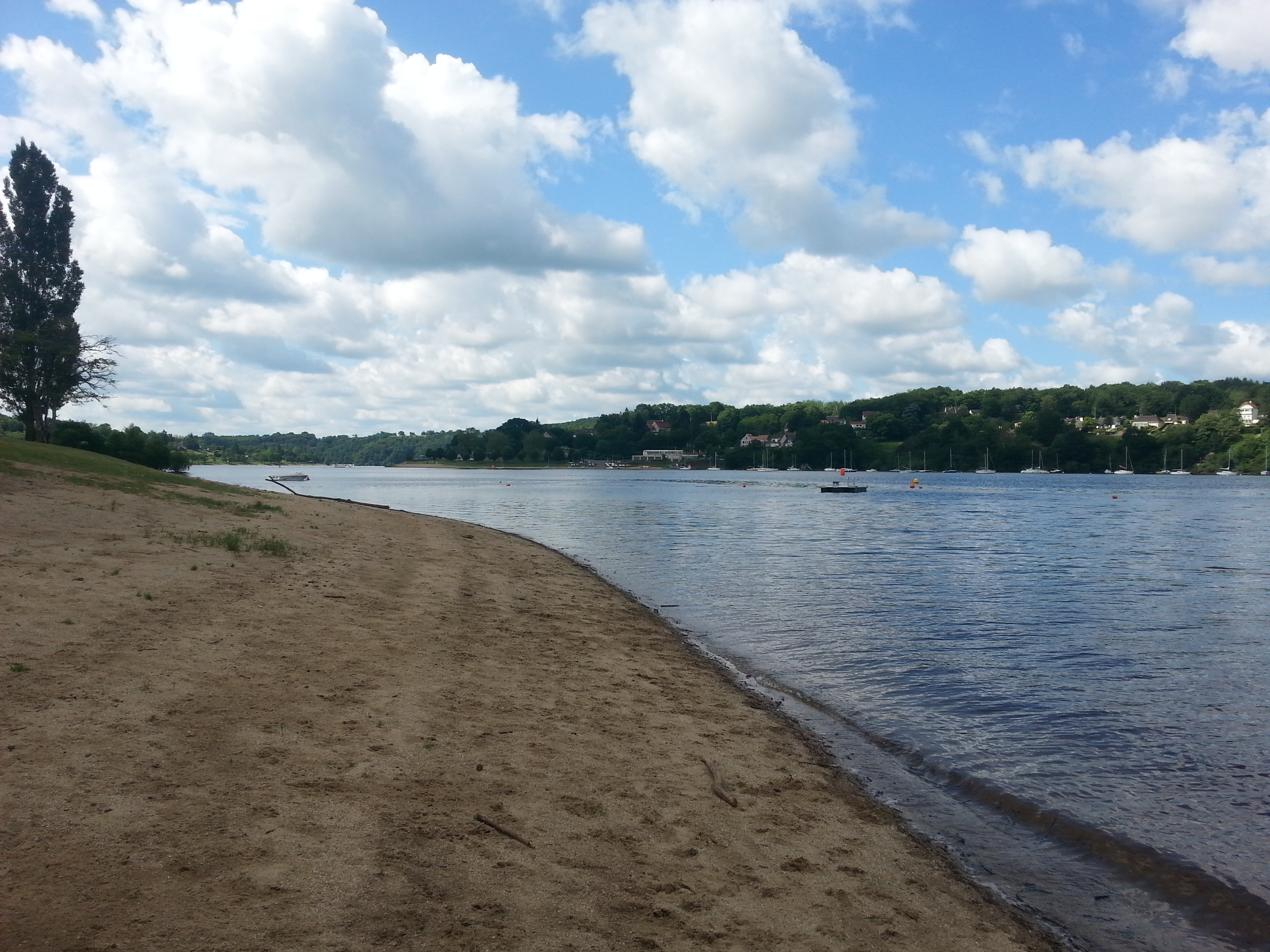
La plage de Bonnu au lac de Chambon en 2016.

### Climat
Pour des articles plus généraux, voir Climat du Centre-Val de Loire et Climat de l'Indre.
En 2010, le climat de la commune est de type climat océanique dégradé des plaines du Centre et du Nord, selon une étude du CNRS s'appuyant sur une série de données couvrant la période 1971-2000. En 2020, Météo-France publie une typologie des climats de la France métropolitaine dans laquelle la commune est exposée à un climat océanique altéré et est dans la région climatique Ouest et nord-ouest du Massif Central, caractérisée par une pluviométrie annuelle de 900 à 1 500 mm, maximale en automne et en hiver.
Pour la période 1971-2000, la température annuelle moyenne est de 11,2 °C, avec une amplitude thermique annuelle de 15,4 °C. Le cumul annuel moyen de précipitations est de 888 mm, avec 12 jours de précipitations en janvier et 7,8 jours en juillet. Pour la période 1991-2020, la température moyenne annuelle observée sur la station météorologique de Météo-France la plus proche, « Éguzon », sur la commune d'Éguzon-Chantôme à 4 km à vol d'oiseau, est de 12,1 °C et le cumul annuel moyen de précipitations est de 934,4 mm,. Pour l'avenir, les paramètres climatiques de la commune estimés pour 2050 selon différents scénarios d'émission de gaz à effet de serre sont consultables sur un site dédié publié par Météo-France en novembre 2022.

### Voies de communication et transports
Le territoire communal est desservi par les routes départementales : 39, 40, 40A, 40D, 45, 45A, 45D et 72.
La gare ferroviaire la plus proche est la gare d'Éguzon, à 9 km.
Cuzion est desservie par la ligne K du réseau de mobilité interurbaine.
L'aéroport le plus proche est l'aéroport de Châteauroux-Centre, à 54 km.
Le territoire communal est traversé par le sentier de grande randonnée 654 et par le sentier de grande randonnée de pays du Val de Creuse.

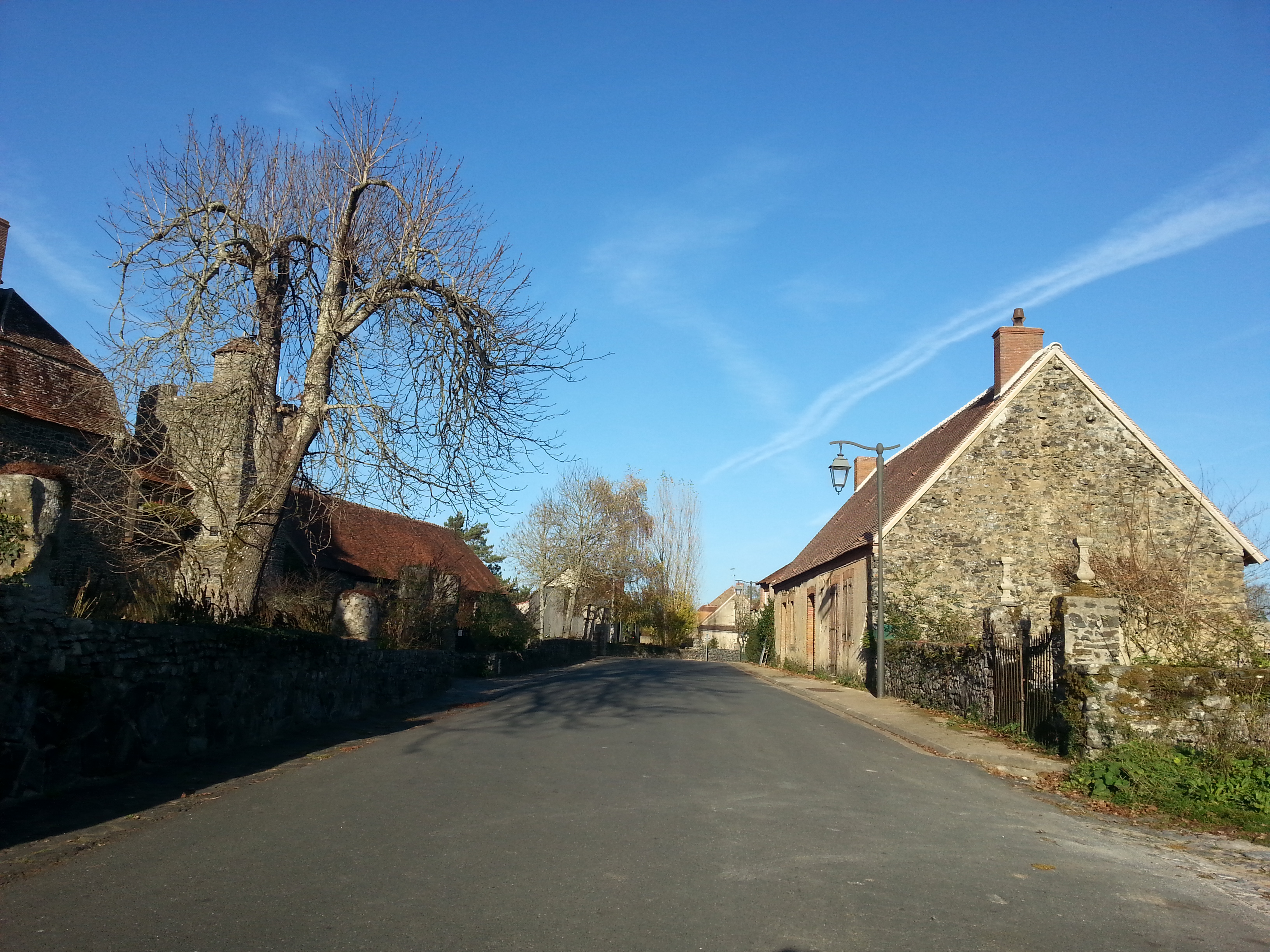
La rue du Château au lieu-dit Bonnu en 2015.

## Urbanisme

### Typologie
Au 1er janvier 2024, Cuzion est catégorisée commune rurale à habitat dispersé, selon la nouvelle grille communale de densité à sept niveaux définie par l'Insee en 2022.
Elle est située hors unité urbaine et hors attraction des villes,.

### Occupation des sols
L'occupation des sols de la commune, telle qu'elle ressort de la base de données européenne d’occupation biophysique des sols Corine Land Cover (CLC), est marquée par l'importance des territoires agricoles (68,1 % en 2018), en diminution par rapport à 1990 (69,5 %). La répartition détaillée en 2018 est la suivante : 
prairies (35,5 %), zones agricoles hétérogènes (31,2 %), forêts (19,5 %), eaux continentales (6,1 %), zones urbanisées (5 %), zones industrielles ou commerciales et réseaux de communication (1,3 %), terres arables (1,3 %). L'évolution de l’occupation des sols de la commune et de ses infrastructures peut être observée sur les différentes représentations cartographiques du territoire : la carte de Cassini (XVIIIe siècle), la carte d'état-major (1820-1866) et les cartes ou photos aériennes de l'IGN pour la période actuelle (1950 à aujourd'hui).

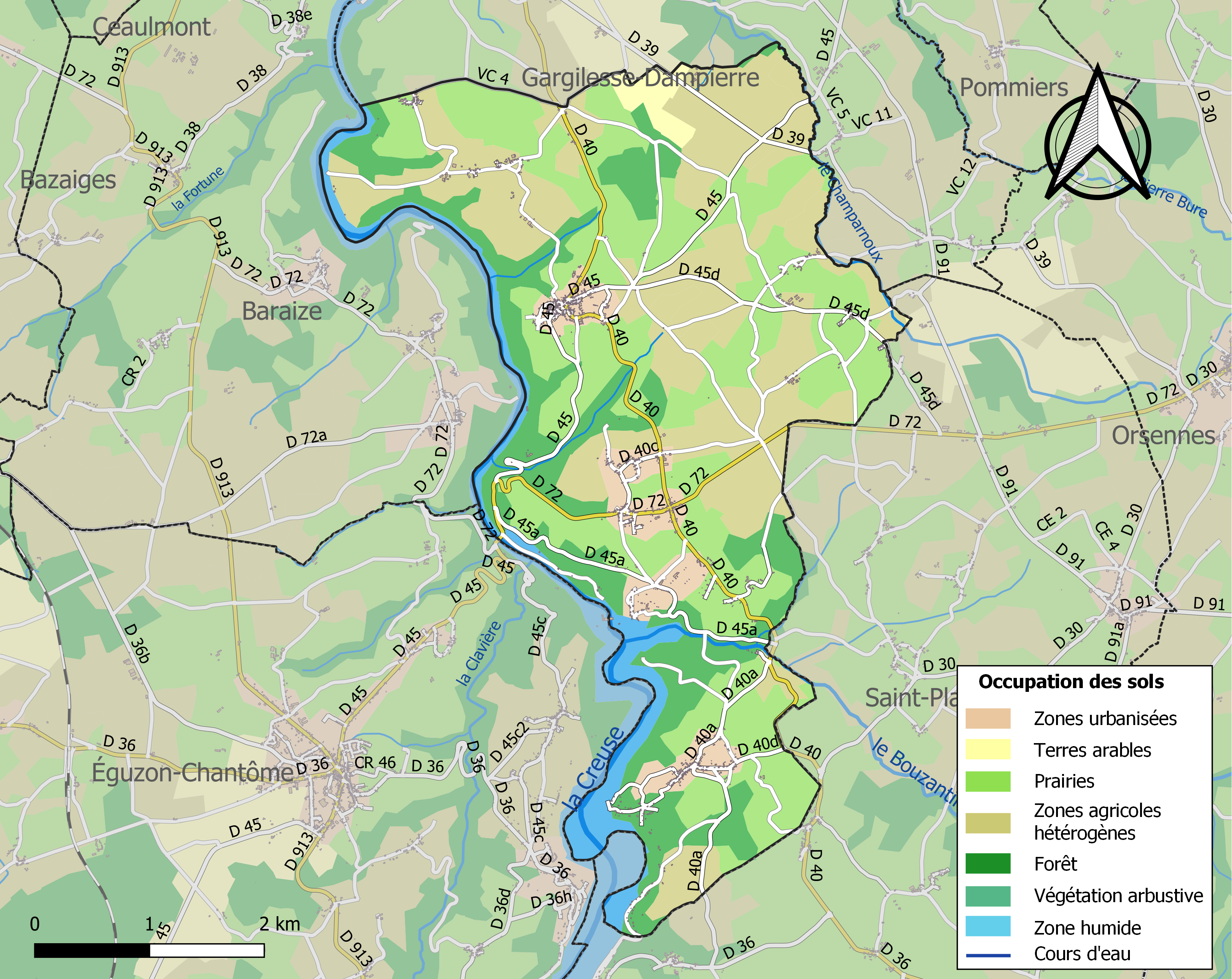
Carte des infrastructures et de l'occupation des sols de la commune en 2018 (CLC).

### Hameaux et lieux-dits
Les hameaux et lieux-dits de la commune sont : Bonnu, le Cerisier, Champarnoux, les Chérons, Cuzion-le-Vieux, la Gautrière, la Grand-Lande et la Jarrige.

### Logement
Le tableau ci-dessous présente le détail du secteur des logements de la commune :
| Date du relevé                                              | 2013   | 2015   |
| Nombre total de logements                                   | 461    | 486    |
| Résidences principales                                      | 51,3 % | 49,2 % |
| Résidences secondaires                                      | 43 %   | 42,3 % |
| Logements vacants                                           | 5,7 %  | 8,5 %  |
| Part des ménages propriétaires de leur résidence principale | 84,9 % | 86,7 % |

### Risques majeurs
Le territoire de la commune de Cuzion est vulnérable à différents aléas naturels : météorologiques (tempête, orage, neige, grand froid, canicule ou sécheresse) et séisme (sismicité faible). Il est également exposé à un risque technologique, la rupture d'un barrage, et à un risque particulier : le risque de radon. Un site publié par le BRGM permet d'évaluer simplement et rapidement les risques d'un bien localisé soit par son adresse soit par le numéro de sa parcelle.

#### Risques naturels

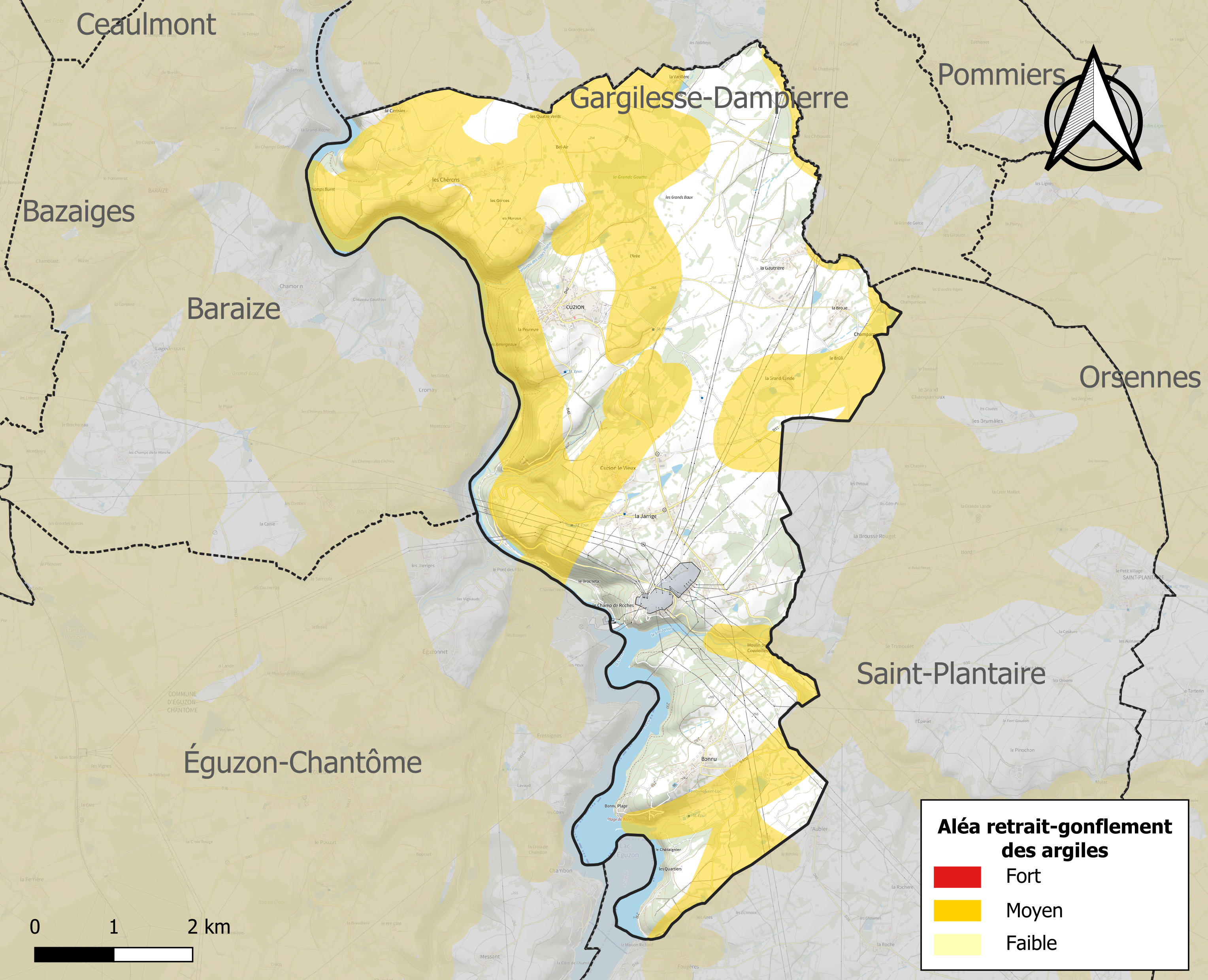
Carte des zones d'aléa retrait-gonflement des sols argileux de Cuzion.

Le retrait-gonflement des sols argileux est susceptible d'engendrer des dommages importants aux bâtiments en cas d’alternance de périodes de sécheresse et de pluie. 47,9 % de la superficie communale est en aléa moyen ou fort (84,7 % au niveau départemental et 48,5 % au niveau national). Sur les 504 bâtiments dénombrés sur la commune en 2019, 132 sont en aléa moyen ou fort, soit 26 %, à comparer aux 86 % au niveau départemental et 54 % au niveau national. Une cartographie de l'exposition du territoire national au retrait gonflement des sols argileux est disponible sur le site du BRGM,.
Concernant les mouvements de terrains, la commune a été reconnue en état de catastrophe naturelle au titre des dommages causés par la sécheresse en 2018 et par des mouvements de terrain en 1999.

#### Risques technologiques
La commune est en outre située en aval du Barrage d'Éguzon, de classe A et faisant l'objet d'un PPI, mis en eau en 1926, d’une hauteur de 58 mètres et retenant un volume de 57,3 millions de mètres cubes. À ce titre elle est susceptible d’être touchée par l’onde de submersion consécutive à la rupture de cet ouvrage.

#### Risque particulier
Dans plusieurs parties du territoire national, le radon, accumulé dans certains logements ou autres locaux, peut constituer une source significative d’exposition de la population aux rayonnements ionisants. Toutes les communes du département sont concernées par le risque radon à un niveau plus ou moins élevé. Selon la classification de 2018, la commune de Cuzion est classée en zone 3, à savoir zone à potentiel radon significatif.

## Toponymie
Le nom est attesté sous les formes Ecclesia de Cuziun en 1115 et Cuzium en 1212.
Il dérive probablement du nom propre gallo-romain Cutius avec le suffixe -onem, selon A. Dauzat et E. Nègre.
Une autre hypothèse évoque un dérivé prélatin cosa- + -ionem, cosa- étant le thème de nombreux cours d’eau situés en milieu montagneux. Ce type toponymique est notamment présent dans le Morvan, le Jura et le Massif central. Étant donné que ces cours d’eau arrosent des territoires accidentés, on suppose que le sens originel pouvait être « encaissé ». Le sens de « vallée rocheuse » ou « rivière de la vallée, rivière des roches » convient parfaitement au site de Cuzion, dominé par un éperon rocheux surplombant la Creuse.
Ses habitants sont appelés les Cuzionnais.

## Histoire
La paroisse religieuse de Cuzion possédait deux collectes : Jarriges de Cuzion et Saint-Laurent de Cuzion. En janvier 1790, les collectes de Saint-Laurent et de Jarriges furent réunies, avec celle de Bonnu, pour former la municipalité de Cuzion.
La commune fut rattachée de 1973 à 2015 au canton d'Éguzon-Chantôme et du 1er janvier 2006 au 31 décembre 2016 à la communauté de communes du pays d'Éguzon - Val de Creuse.

## Politique et administration

### Rattachements administratifs et électoraux
La commune dépend de l'arrondissement de Châteauroux, du canton d'Argenton-sur-Creuse, de la deuxième circonscription de l'Indre et de la communauté de communes Éguzon - Argenton - Vallée de la Creuse.
Elle dispose d'une agence postale communale.

### Liste des maires
| Période                                  | Période   | Identité         | Étiquette | Qualité  |
| ---------------------------------------- | --------- | ---------------- | --------- | -------- |
| Les données manquantes sont à compléter. |           |                  |           |          |
| avant 1988                               | 1989      | Maurice Hault    |           |          |
| mars 1989,                               | mars 2014 | Guy Bernard      | PS        | Retraité |
| mars 2014                                | 2020      | Jean-Michel Moné | DVD       | Retraité |
| 2020                                     | En cours  | André Guilbaud   |           |          |

### Politique environnementale
En 2011, 2013, 2014, 2015 et 2016, au concours des villes et villages fleuris, la commune a obtenu le niveau « une fleur »,.

## Population et société

### Démographie
L'évolution du nombre d'habitants est connue à travers les recensements de la population effectués dans la commune depuis 1793. Pour les communes de moins de 10 000 habitants, une enquête de recensement portant sur toute la population est réalisée tous les cinq ans, les populations de référence des années intermédiaires étant quant à elles estimées par interpolation ou extrapolation. Pour la commune, le premier recensement exhaustif entrant dans le cadre du nouveau dispositif a été réalisé en 2006.

En 2022, la commune comptait 474 habitants, en évolution de +7 % par rapport à 2016 (Indre : −3 %, France hors Mayotte : +2,11 %).
| 1793 | 1800 | 1806 | 1821 | 1831 | 1836 | 1841 | 1846 | 1851 |
| ---- | ---- | ---- | ---- | ---- | ---- | ---- | ---- | ---- |
| 730  | 661  | 621  | 788  | 790  | 889  | 877  | 892  | 882  |

| 1856 | 1861 | 1866 | 1872 | 1876 | 1881  | 1886  | 1891  | 1896  |
| ---- | ---- | ---- | ---- | ---- | ----- | ----- | ----- | ----- |
| 876  | 874  | 928  | 950  | 977  | 1 053 | 1 102 | 1 124 | 1 111 |

| 1901  | 1906  | 1911  | 1921 | 1926  | 1931  | 1936 | 1946 | 1954 |
| ----- | ----- | ----- | ---- | ----- | ----- | ---- | ---- | ---- |
| 1 083 | 1 027 | 1 032 | 980  | 1 155 | 1 027 | 981  | 940  | 858  |

| 1962 | 1968 | 1975 | 1982 | 1990 | 1999 | 2006 | 2011 | 2016 |
| ---- | ---- | ---- | ---- | ---- | ---- | ---- | ---- | ---- |
| 841  | 757  | 618  | 562  | 524  | 504  | 466  | 443  | 443  |

| 2021 | 2022 | - | - | - | - | - | - | - |
| ---- | ---- | - | - | - | - | - | - | - |
| 463  | 474  | - | - | - | - | - | - | - |

### Enseignement
La commune dépend de la circonscription académique de La Châtre.

### Sports
Un site de baignade surveillée (plage de Bonnu) est présent dans la commune.

### Médias
La commune est couverte par les médias suivants : La Nouvelle République du Centre-Ouest, Le Berry républicain, L'Écho - La Marseillaise, La Bouinotte, Le Petit Berrichon, L'Écho du Berry, France 3 Centre-Val de Loire, Berry Issoudun Première, Vibration, Forum, France Bleu Berry et RCF en Berry.

## Économie
La commune se situe dans la zone d’emploi de Châteauroux et dans le bassin de vie d’Argenton-sur-Creuse.

## Culture locale et patrimoine
La commune compte sur son territoire plusieurs lieux et monuments :
- le barrage d'Éguzon ;
- les vestiges du château de Châteaubrun[40] ;
- le château de Bonnu ;
- l'église paroissiale ;
- le monument aux morts.

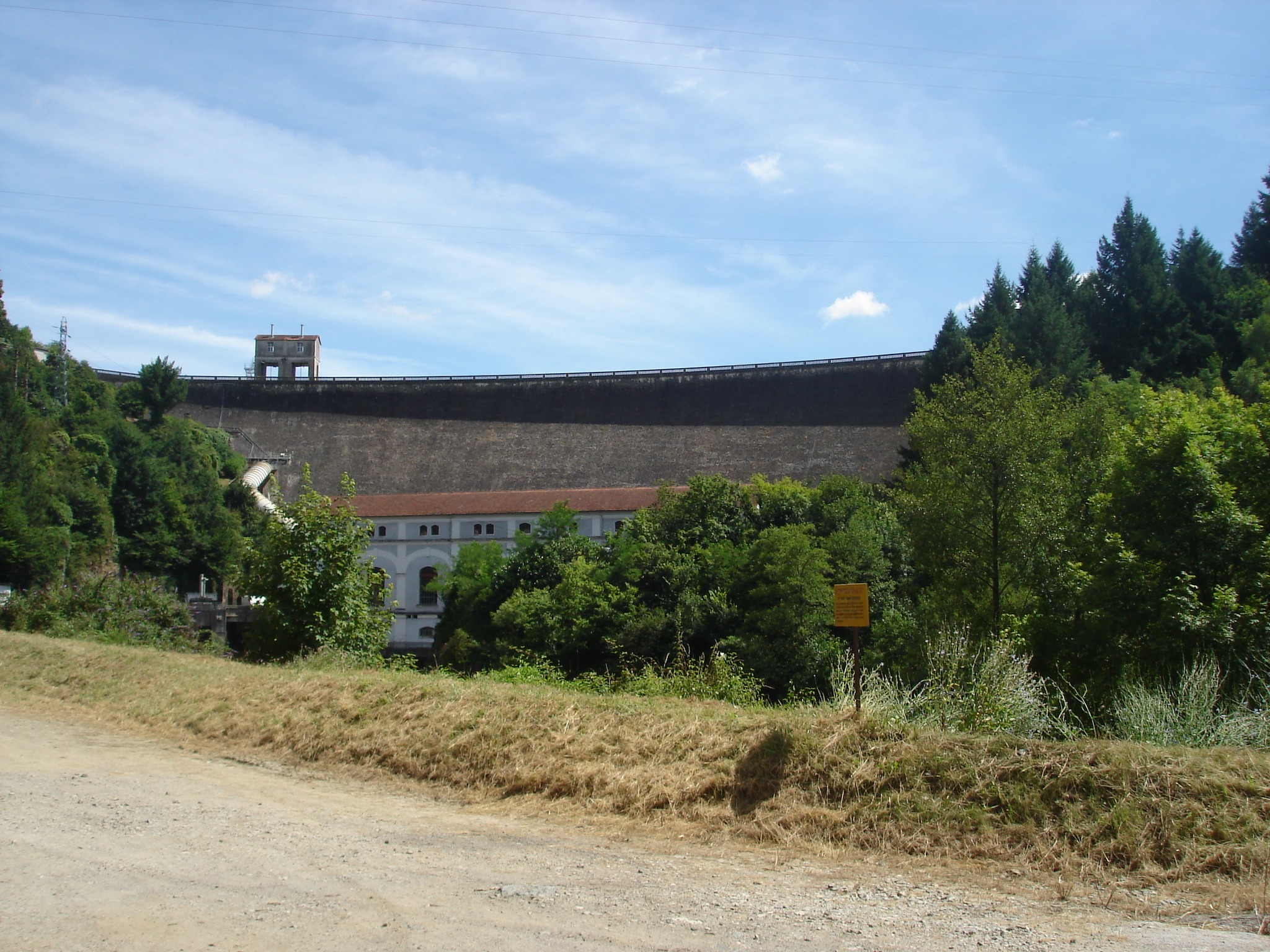
Le barrage hydroélectrique d'Éguzon en 2008.
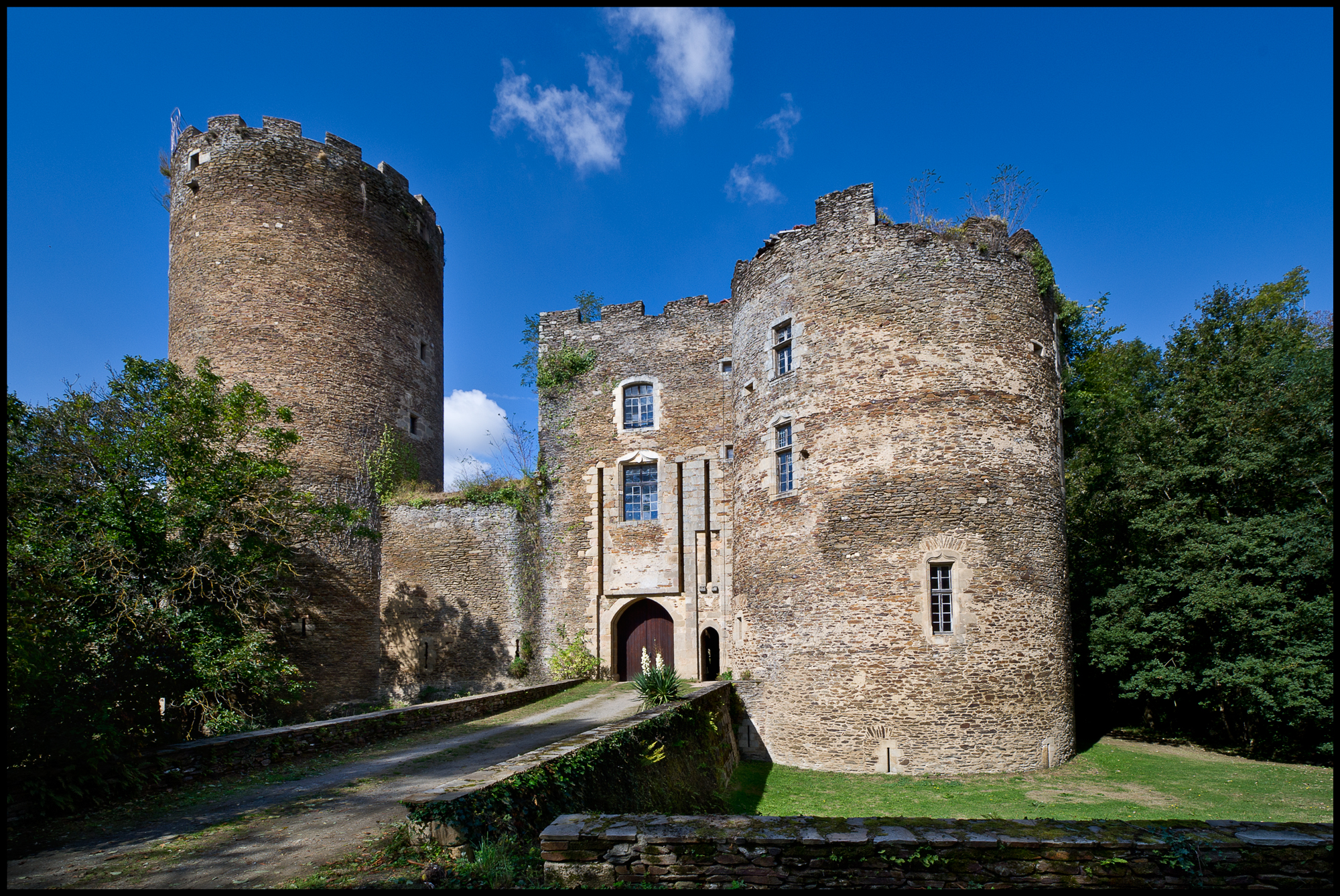
Le château de Châteaubrun en 2012.
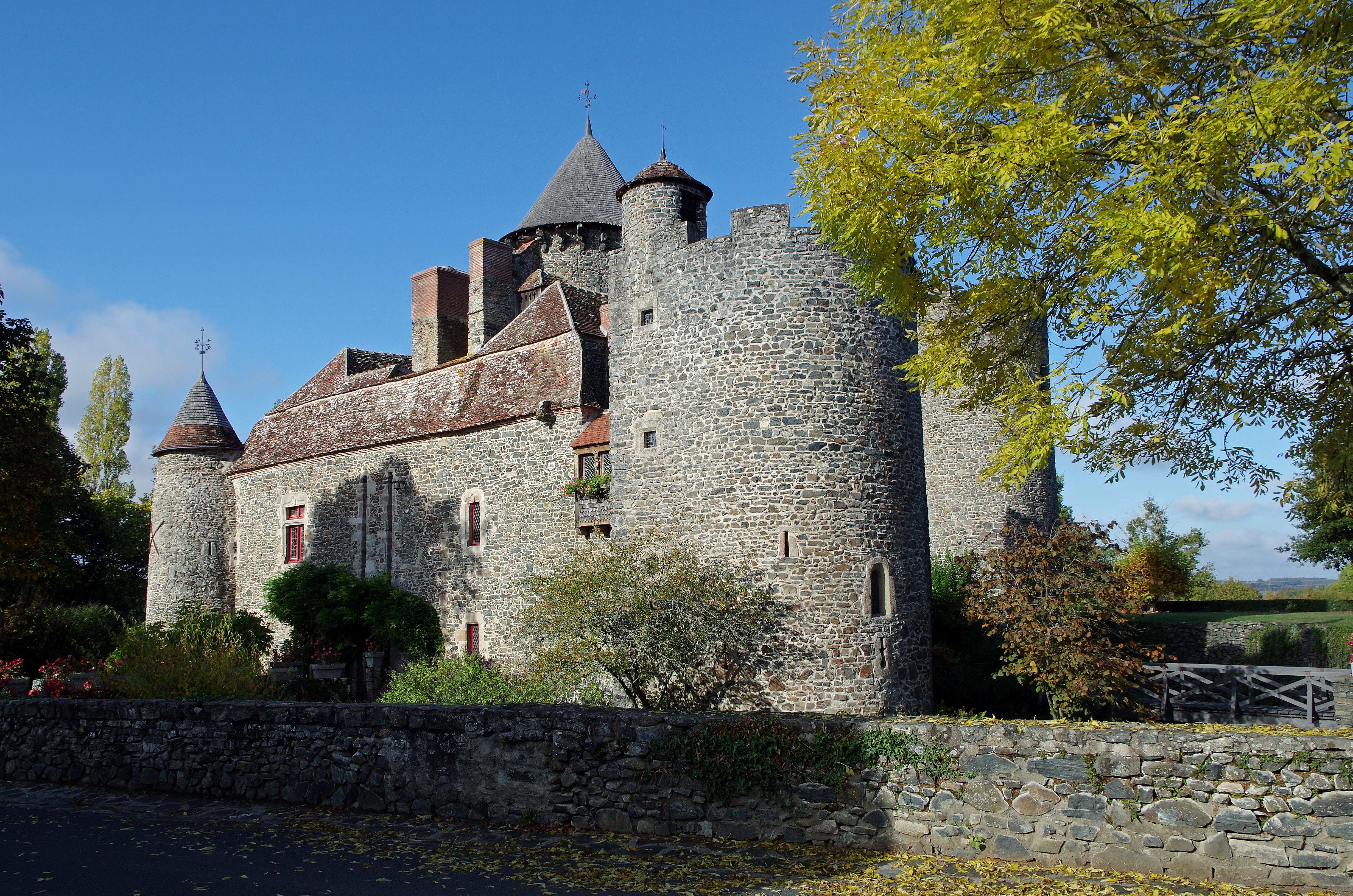
Le château de Bonnu en 2016.